# Mata-solana
Mata-solana és un poble del terme municipal de Gavet de la Conca, dins de l'antic terme de Sant Salvador de Toló.
El poble és a la capçalera del barranc de Barcedana, que discorre cap a ponent. És per tant, amb l'Hostal Roig, l'únic sector del vell terme de Sant Salvador de Toló que no pertany a la Conca Dellà, sinó a la de Tremp.
A principis del segle xx hi consten 20 edificis amb 53 habitants. El 1970 i el 1981 tenia 6 habitants, que han augmentat a 8 el 2006.

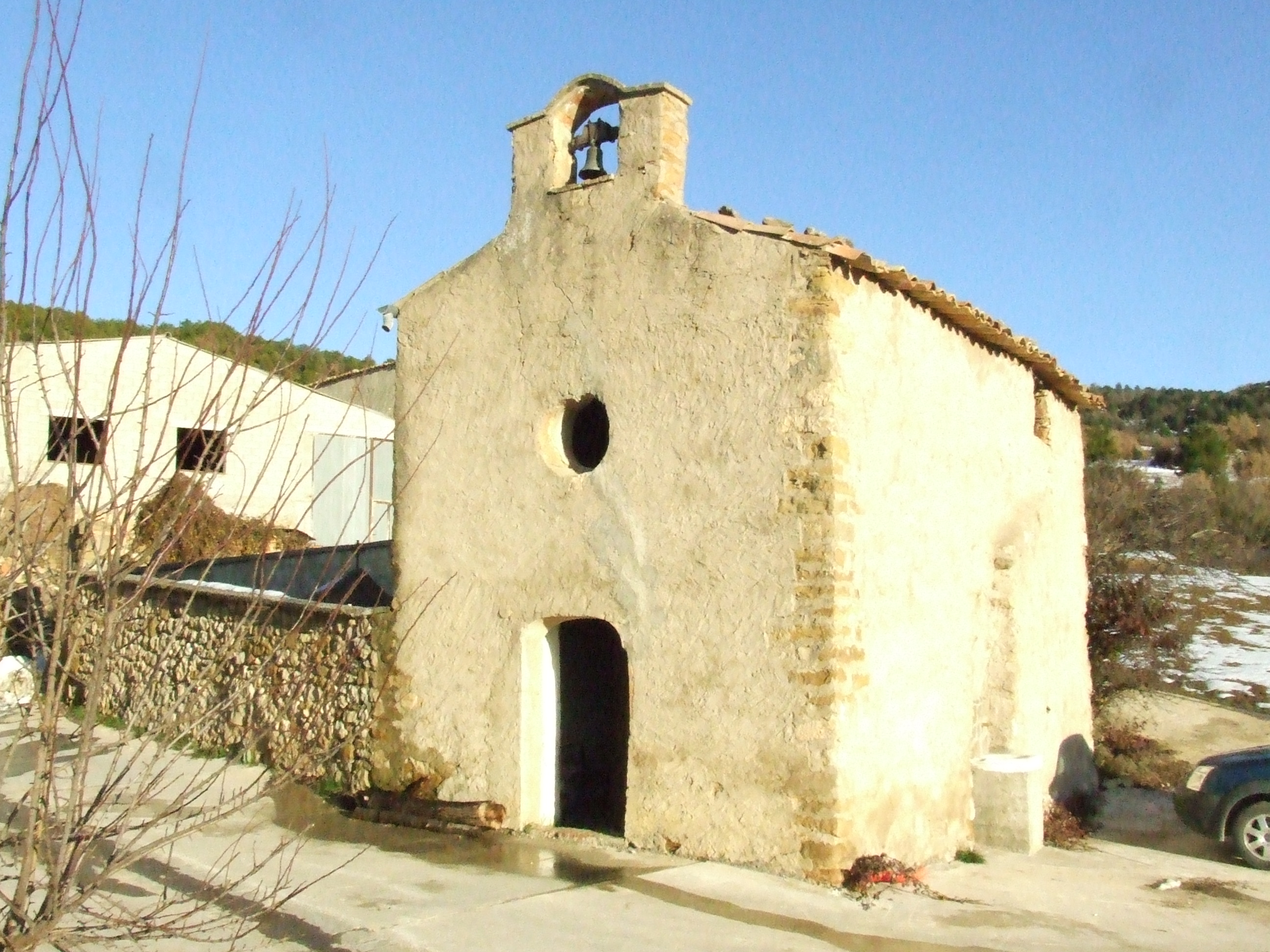
La capella de sant Roc

L'església de Sant Roc és sufragània de la de Sant Salvador de Toló. És una capella molt senzilla, d'obra rústica i d'època indefinida.
Antigament, Mata-solana era l'escenari de diversos aplecs de força repercussió a tota la comarca. Per un cantó, la fira de Sant Miquel del veí lloc de l'Hostal Roig. Per un altre, el mateix dia de Sant Miquel, qui no anava a la fira, assistia a l'aplec de Sant Salvador del Bosc, popularment conegut com el Sant del Bosc. Es tracta d'una ermita del terme de Llimiana, situada amunt del Montsec de Rúbies. També solien anar a altres aplecs de Llimiana, com el de sant Gervàs i sant Protàs. Encara, també baixaven cap a Vilanova de Meià: l'aplec de sant Martí era especialment concorregut.
La cacera era una de les activitats preferides dels de Mata-solana. I no tan sols pel fet d'anar a caçar pels boscos dels voltants: les dones del poble criaven perdius roges que l'esmentat dia de sant Martí baixaven a vendre a Vilanova de Meià, i aconseguien una activitat extraordinària que devia anar prou bé en les migrades economies d'altres temps.